# Monotrema (planta)
Monotrema es un género de plantas herbáceas perteneciente a la familia de las rapatáceas. Comprende cinco especies originarias de Colombia, Venezuela y Brasil.

## Especies
- Monotrema aemulans Körn., Linnaea 37: 477 (1972).
- Monotrema × affine Maguire, Mem. Nueva York Bot. Gard. 10(1): 48 (1958).
- Monotrema arthrophyllum (Seub.) Maguire, Mem. Nueva York Bot. Gard. 10(1): 47 (1958).
- Monotrema bracteatum Maguire, Mem. New York Bot. Gard. 10(1): 47 (1958).
- Monotrema xyridoides Gleason, Bull. Torrey Bot. Club 58: 332 (1931).